# 悲伤的撒旦
《悲伤的撒旦》是用Unity中Terror Engine所制作出來的电脑游戏，此遊戏第一次出現在Youtube一个叫「Obscure Horror Corner」频道上，当时遊戏最初的语言为英文，直到有更多人知道这遊戏存在后，开始衍生出不同语言的翻译版本。

## 遊戲的来源
「悲伤的撒旦」的出现是源于2015年6月25日当天，一个名为「Obscure Horror Corner」的频道主人接受访问时，声称他是受到一位订阅者提示，得知透过洋葱路由器能下载一个不知名的游戏。直到该订阅者表示，这个游戏是由一名叫「ZK」的用户所发现的，然后再告诉给他该游戏的文件档是要从暗网上的一个论坛下载。由于该游戏是从暗网来的，许多网民也打算下载来研究，但同时亦担心游戏内会有儿童色情内容，观看了这些内容会触犯当地法律，而「Obscure Horror Corner」声称由他开始玩到完为止，不见任何儿童色情内容。当网民们知道没有任何不雅内容的时候，立即就引起了热烈的讨论，在「Reddit」上更新增了「/r/sadsatan」让大家去讨论此游戏。随后，「Obscure Horror Corner」提供了一条「.onion」的下载地址，然而网民试过透过洋葱路由器去点入此连结时，该连结已经是无效，再加上地址包含着洋葱路由器不可接受的字符，大家因此而意识到这是假的。三天后，「Obscure Horror Corner」接受另一次采访时又声称，其实游戏内确实包含着一些反感资讯，担心传播相关的资讯会触犯法律，因而不想给予真正的连结。
此外在采访后不多久，「4chan」上有位声称自己是「ZK」的用户，指出「Obscure Horror Corner」并没有展示真正的游戏内容，真正的游戏内容比「Obscure Horror Corner」所描述的更令人不安，并提供了相关游戏的档案下载，更表示自己所提供的档案才是真的。当大家纷纷去下载档案和开始启动的时候，各人的电脑却不约而同发生问题，有些人指下载档案后，电脑就突然运行缓慢；有些人指点击档案后，电脑就完全没有反应；有些人指游戏准备启动的时候，电脑就当机且之后更不能再开机；有人尝试以临时系统形式启动游戏，但电脑却无法加载。正因各种问题的发生，这个有电脑病毒的版本就被冠以「克隆版」，至于「Obscure Horror Corner」第一次所分享的则为「完整版」。另一方面，「悲伤的撒旦」被流传出由于内容包含着一些比令人不安更令人不安的反感资讯在内才引致电脑中毒。有鑒於此，有「Reddit」上的用户重建了此游戏，删走了所谓的不雅内容，而这个版本就称为「干净版」。

## 內容與觀點
有网民认为这是「Obscure Horror Corner」的惡作剧，当中的原因是为了增加频道的观看人次和订阅数量，让更多人知道频道的存在。同时亦有人认为，这可能真的是来自暗网之神秘网民做出来，又或像暗網版的Pokemon遊戲，是一位变态人士所做出来的，而游戏暗示著「世界是没有天理的」。这是因为游戏内容当中显示著一些杀人犯、强奸犯的照片，但某些犯人沒有被判處死刑，反之被改判緩刑、終身監禁，最後活了下來；游戏還播放出倒放版「我愛北京天安門」、倒放版「Stairway To Heaven」，在倒放版「我愛北京天安門」中強調著「北京天安門」五字，於是令网民聯想到與八九民運中六四事件不能平反有關，至於倒放版「Stairway To Heaven」，則暗諷著世界只有撒旦，而真正的聖神是不存在的。